# Liste der Monuments historiques in Chacenay
Die Liste der Monuments historiques in Chacenay führt die Monuments historiques in der französischen Gemeinde Chacenay auf.

## Liste der Immobilien
| Bezeichnung         | Beschreibung | Standort                 | Kennzeichnung | Schutzstatus   | Datum          | Bild           |
| ------------------- | --- | ------------------------ | ------------- | -------------- | -------------- | -------------- |
| Château de Chacenay | Höhenburg, 13. Jahrhundert, Ende des 15. Jahrhunderts umgebaut; zwischen 1852 und 1858 Neubau eines Schlosses, Architekt Jean-Baptiste Lassus | südlich des Ortes (Lage) | PA00078069    | Inscrit Classé | 1926 1989 1990 | weitere Bilder |